# Amblyodipsas katangensis
Espèce
Amblyodipsas katangensis est une espèce de serpents de la famille des Lamprophiidae. 

## Répartition
Cette espèce se rencontre :
- dans le sud de la République démocratique du Congo ;
- dans le sud de la Tanzanie ;
- dans le nord de la Zambie.

## Description
Dans sa description Loveridge indique que le plus grand mâle en sa possession mesure 304 mm dont 26 mm pour la queue et la plus grande femelle 320 mm dont 18 mm pour la queue. Ce serpent a le corps gris sombre iridescent. Le menton et la région anale présentent parfois des mouchetures ivoire notamment chez deux ou trois mâles ce qui laisserait à penser qu'il existe un certain dimorphisme sexuel.
C'est un serpent venimeux.

## Liste des sous-espèces
Selon The Reptile Database (29 nov. 2011) :
- Amblyodipsas katangensis katangensis de Witte & Laurent, 1942
- Amblyodipsas katangensis ionidesi Loveridge, 1951

## Étymologie
Son nom d'espèce, composé de katang[a] et du suffixe latin -ensis, « qui vit dans, qui habite », lui a été donné en référence au lieu de sa découverte, la province de Katanga en République démocratique du Congo. La sous-espèce Amblyodipsas katangensis ionidesi a été nommée en l'honneur de Constantine John Philip Ionides.

## Publications originales
- de Witte & Laurent, 1942 : Contribution à la Faune Herpétologique du Congo belge. Revue de zoologie et de botanique africaines, vol. 36, no 2, p. 101-115.
- Loveridge, 1951 : On reptiles and amphibians from Tanganyika Territory : collected by C.P.J. Ionides. Bulletin of the Museum of Comparative Zoology at Harvard College, vol. 106, no 4, p. 175-204 (texte intégral).